# COEX Aquarium

COEX Aquarium é um aquário público localizado na cidade de Seul, Coreia do Sul.